# Aiguines
Aiguines je francouzská obec nalézající se ve francouzském departementu Var v regionu Provence-Alpes-Côte d'Azur. Obec Auguines je začleněna do regionálního přírodního parku Verdon.  Tři pětiny rozlohy území obce Aiguines zabírá vojenský výcvikový prostor Canjuers.

## Poloha
Obec leží na úpatí hory Grand Margès (1 576 m n. m.), s výhledem na přehradní jezero Lac de Sainte-Croix nedaleko od vstupu do soutěsky gorges du Verdon. Právě v Aiguines začíná okružní vyhlídková silnice vedoucí přes obce Trigance, Rougon, La Palud sur Verdon, která nabízí mnoho výhledů na soutěsku gorges du Verdon a její přírodní krásy.

## Historie
Na území obce Aiguines byly nalezeny stopy pravěkého osídlení, jižně od Grand Margès se nalézalo galské oppidum a byly zde nalezeny pozůstatky římské silnice. 
Po galském oppidu, které se nacházelo jižně od Grand Margès, bylo ve středověku postaveno "Castrum de Aquina ". Opevněná stavba je zmiňována již v roce 1021; nejprve byla postavena na vrchu Puy (1 056 m n. m.), poté byla zbořena a znovu postavena níže, u dnešní kaple Saint-Pierre (837 m n. m.).
V 11. století patřilo benediktinskému opatství Saint-Victor de Marseille.
Hrad postavili templáři na žádost biskupa z Riez ve 12. století.
Hrad byl přestavěn Baltazarem de Gauthier v letech 1596 až 1641. Nové budovy postavené za vlády Jindřicha IV. byly postaveny na podezdívce starší budovy, která patřila rodu Blacasů. Panství Aiguines následně patřilo Clapierům, potomkům Vauvenarguesů, a hrad je nyní v soukromém vlastnictví.
Již v 16. století se v Aiguines usadili řemeslníci, truhláři, neboť zdejší lesy byly bohaté na zimostrázové dřevo. V 19. století měla obec 800 obyvatel, z nichž polovina žila ve vesnici. Druhá polovina žila na pláni Canjuers a zabývala se pastevectvím a chovem koní.
Během druhé světové války italská armáda vztyčila na náhorní rovině hromady kamení, aby zabránila přistávání letadel. Aktivně zde působili makisté, které zásobovali zemědělci.
Vyhlídková silnice RD 71 byla otevřena v roce 1950. Práce na ní trvaly pět let, aby se rozvinul cestovní ruch v obci a v soutěskách Verdonu.
V roce 1968 byly 2/3 území obce - tj. 7 500 ha - zrekvírovány armádou za účelem zřízení vojenského výcvikového prostoru Canjuers, zejména celá pláň Canjuers a hora Mocrouis podél RD 19 a RD 71. Několik vesnic, bašt a farem bylo opuštěno a z pláně Canjuers zmizelo 4 000 ovcí v důsledku nuceného ukončení činnosti 11 ovčínů.
V letech 1973-1974 vzniklo přehradní jezero Lac de Sainte-Croix a pod vodou se ocitlo 116 hektarů území obce.

## Památky v Aiguines
- Farní kostel Saint-Jean-et-Notre-Dame naproti zámku Château Aiguines s glazovanými dlaždicemi.
- Kaple Saint-Pierre nad obcí, odkud se otevírá krásné panorama s výhledy na jezero Sainte-Croix a náhorní plošinu Valensole.
- Muzeum soustružení dřeva - otevřeno v roce 1980 v poslední soustružnické dílně Alberta Rouviera, který udržoval tradici soustružení dřeva až do roku 1978.
- Château d'Aiguines - jedná se o soukromý zámek, který není přístupný veřejnosti. Obnoven v roce 1606 Balthazarem de Gauthier. Prošel četnými úpravami (přístavby, zahrady) kolem roku 1720/1750. V roce 1989 byl restaurován.

## Galerie

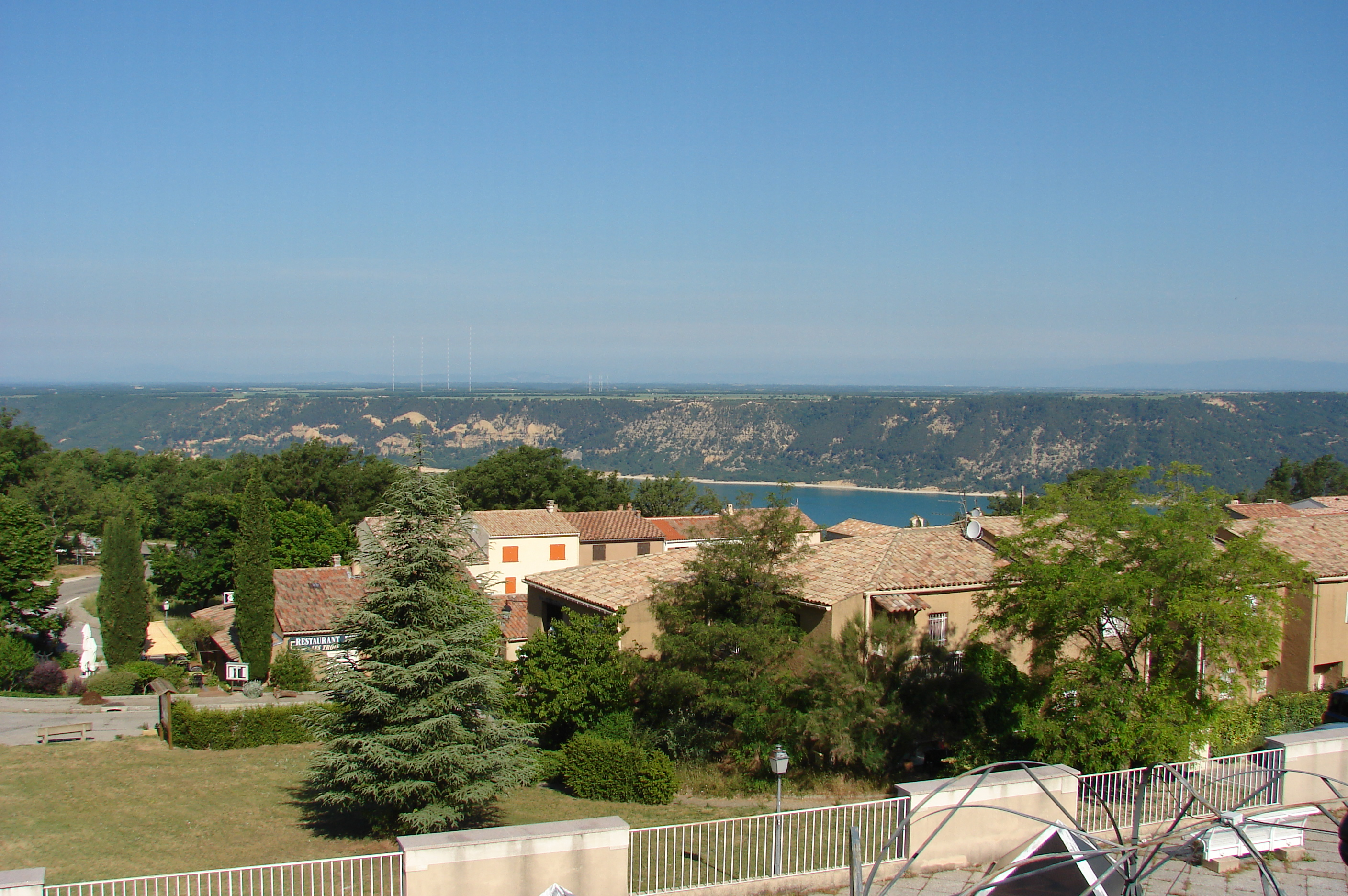
pohled na Aiguines
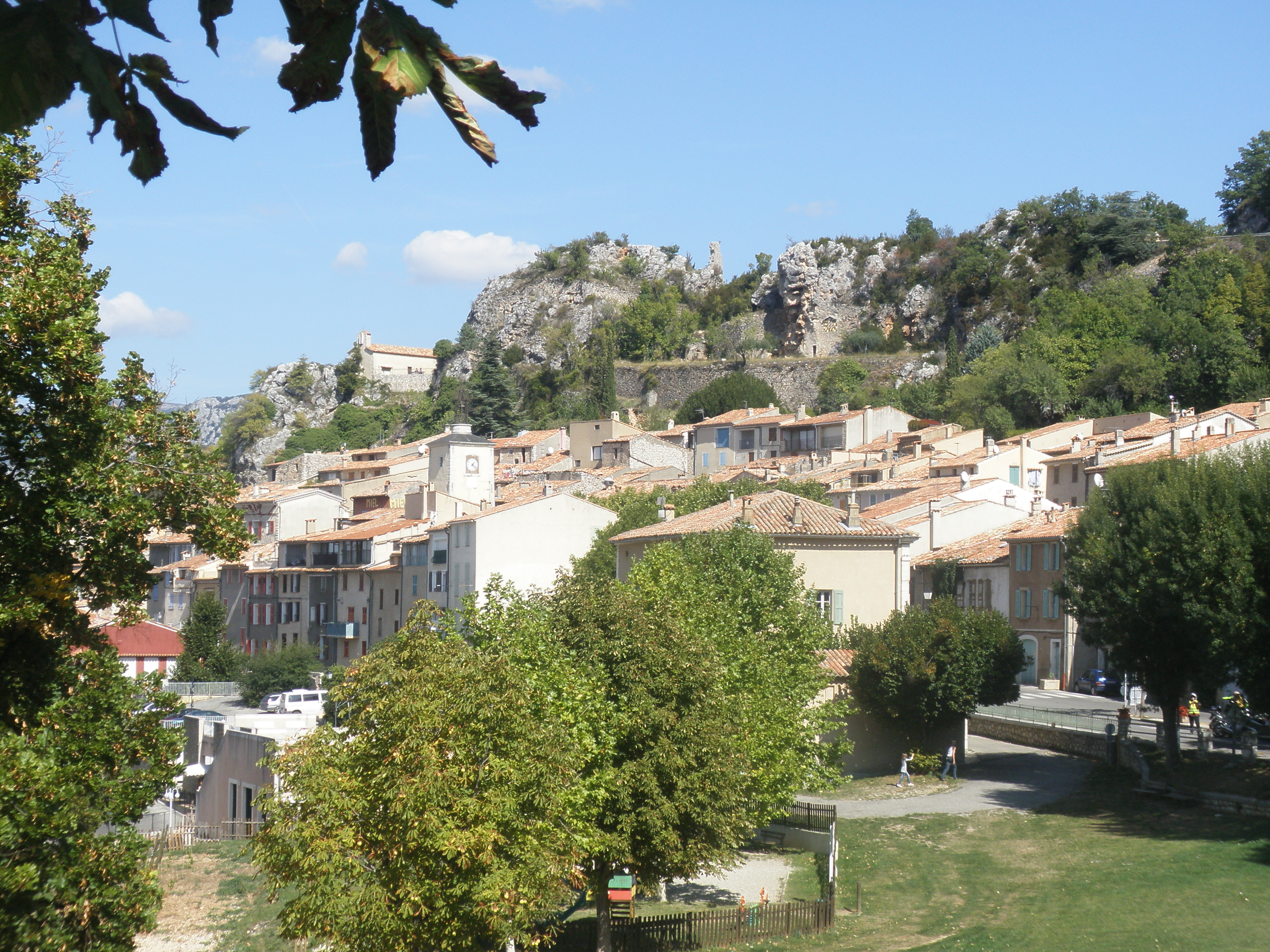
pohled na Aiguines
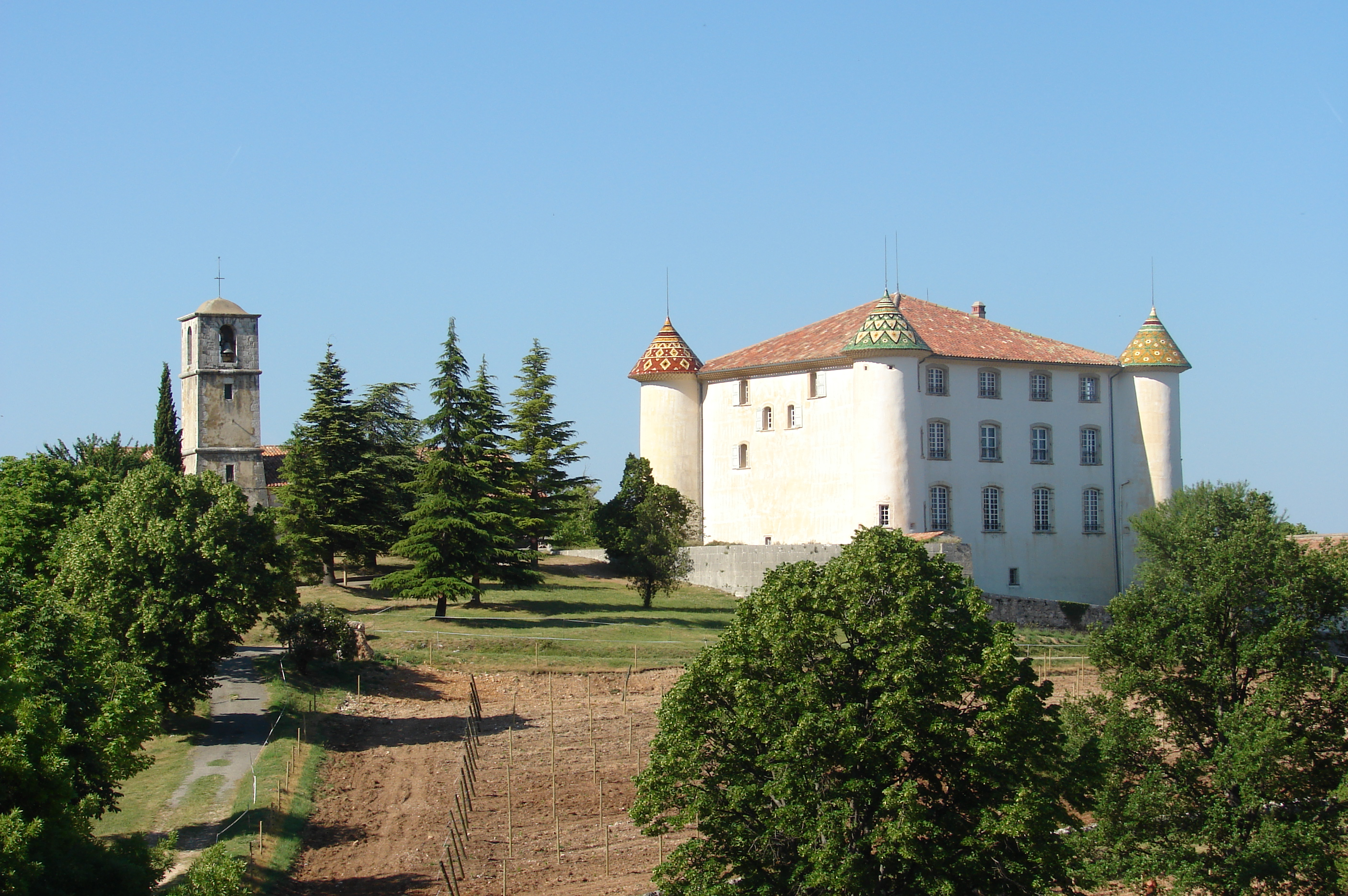
zámek Château Aiguines
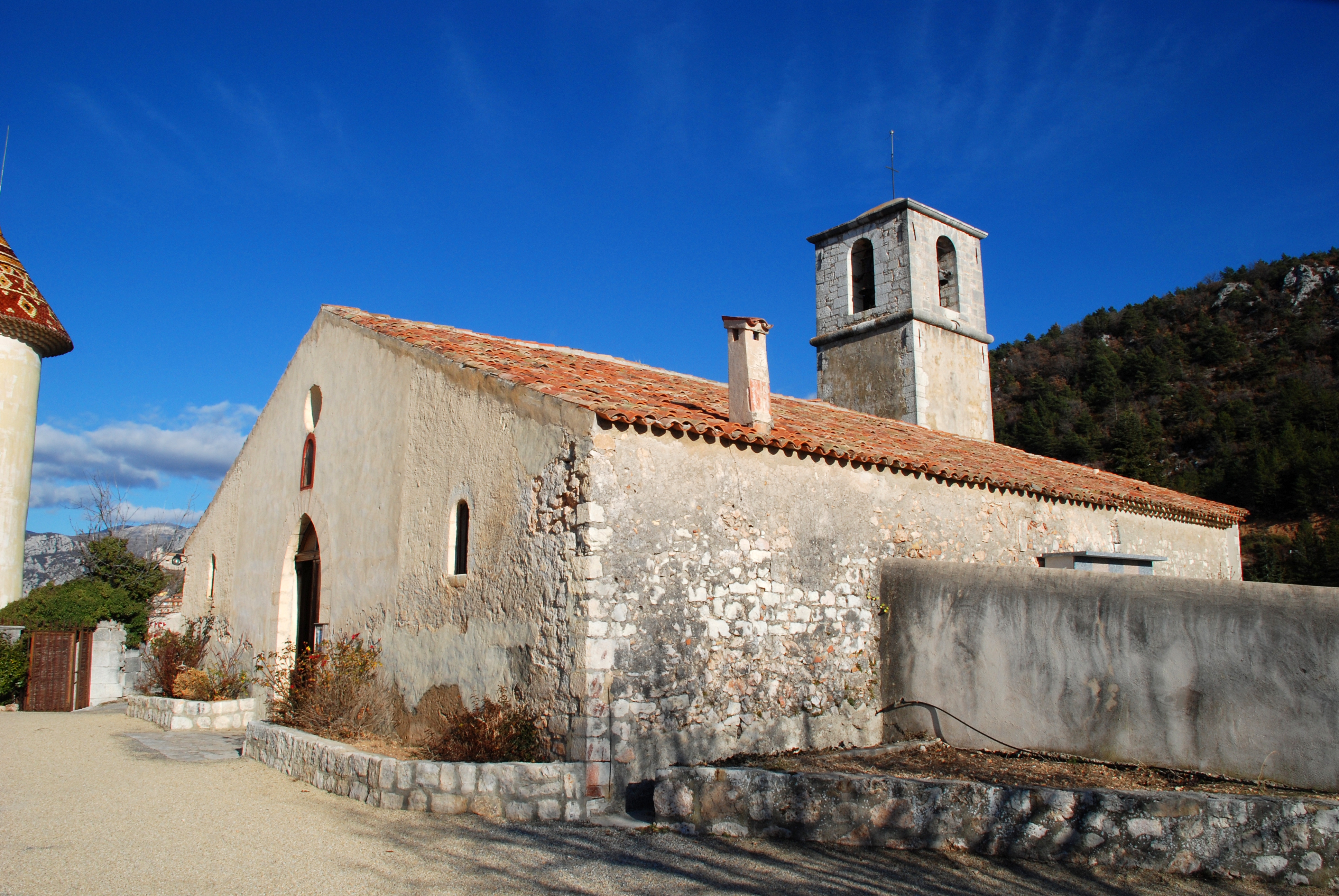
kostel Saint-Jean d'Aiguines